# لا رئول
لا رئول (به فرانسوی: La Réole) یک کمون در فرانسه است که در Canton of La Réole واقع شده‌است.

## خصوصیات
لا رئول ۱۲٫۵۳ کیلومترمربع مساحت و ۴٬۲۱۴ نفر جمعیت دارد و ۲۵ متر بالاتر از سطح دریا واقع شده‌است.

## خواهرخوانده
شهرهای ساچیله و Oliveira do Douro, Vila Nova de Gaia خواهرخوانده‌های لا رئول هستند.